# Бой под Дуба-Юртом (1999)
Бой под Дуба-Юртом (также известен как Бой у Волчьих ворот) — эпизод Второй чеченской войны, произошедший в селе Дуба-Юрт и его окрестностях 29—31 декабря 1999 года. Часть сражения за «Волчьи ворота». В ходе попытки установить контроль над входом в Аргунское ущелье (так называемыми «Волчьими воротами») разведгруппы федеральных сил попали в засаду боевиков и были вынуждены отступить с потерями. Боевики сохранили свой контроль над Дуба-Юртом и «Волчьими воротами».

## Планы федерального командования
Чеченское селение Дуба-Юрт находится на входе в стратегически важный пункт Чечни — Аргунское ущелье. «Волчьи ворота», как называют этот район, боевики под руководством Хаттаба подготовили к затяжным оборонительным боям с целью не допустить российские войска в южные районы Чечни. К началу декабря 1999 г. в Аргунском ущелье скопилось до 3 тысяч подготовленных боевиков под командованием полковника ВС ЧРИ амира Хаттаба.
«Западной» группировке федеральных войск генерала Шаманова было приказано выбить противника из стратегически важного района. Здесь проходит единственная асфальтовая дорога в горные районы Чечни. По замыслу военачальников первыми удар должны были нанести малочисленные подразделения спецназа ГРУ и 84-го отдельного разведывательного батальона вооружённых сил. Их задача — скрытно подняться на ключевые высоты Волчьих ворот и закрепиться там, а в случае ответного удара боевиков продержаться до подхода основных сил.

## Позиции боевиков
«Волчьи ворота» к началу 2000 года являлись важной стратегической точкой. Этот район, по сути, был воротами в южные области республики, поэтому боевики готовились к столкновению задолго до начала штурма. Боевики подготовили многочисленные замаскированные окопы, врытые глубоко в землю вагончики, оборудованные под ДОТы и укрытия, растяжки, огневые точки. Боевики отлично знали окружающую горную местность и имели широкую сеть осведомителей среди местного населения. Многие из участников штурма «Волчьих ворот» убеждены, что среди агентов Хаттаба были и отдельные российские командиры, получавшие немалое вознаграждение за передачу информации.
Близ ущелья располагалось селение Дуба-Юрт, которое относилось к «договорным», что означало соблюдение жителями нейтралитета. Соответственно боевые действия федеральных войск в Дуба-Юрте категорически были запрещены, и нарушение этих условий нашими войсками влекло уголовную ответственность как для лиц, отдавших приказ, так и для лиц, непосредственно нарушивших мирные соглашения. В договорные поселения федеральные войска не имели права вводить военную технику, однако фактически соглашение соблюдалось лишь федеральным командованием, в то время как местные жители оказывали активную поддержку силам Хаттаба.

## Силы федеральной группировки
Для занятия «Волчьих ворот» комплектовались сводные штурмовые отряды из 84-го отдельного разведбатальона и 664-го отряда спецназа ГРУ. В каждый сводный отряд, состоявший из двух групп спецназа ГРУ, придавалась одна разведгруппа 84-го разведбатальона. Всего сводных отрядов было три, состоявших из 6 групп спецназа и 3-х групп разведбата. Всеми сводными отрядами командовали офицеры 664-го отряда спецназа ГРУ.
Командиром 1-го штурмового отряда «Арал» был назначен старший лейтенант ГРУ Аралов. Ему был придана разведгруппа старшего лейтенанта Соловьёва «Ромашка».
Командиром 2-го штурмового отряда «Байкул» был старший лейтенант ГРУ Байкулов. Ему была придана разведгруппа старшего лейтенанта Кляндина «Сова».
Командиром 3-го штурмового отряда «Тарас» был старший лейтенант ГРУ Тарасов. Ему придавалась разведгруппа «Акула» лейтенанта Миронова
Общее командование операцией осуществлял подполковник Митрошкин. Для удобства координации действий групп руководством операцией были определены одинаковые частоты радиоэфиров.

## Разведка боем 29 декабря
84-му батальону совместно с отрядами спецназа было поручено выяснить количество и расположение сил боевиков на данном участке. Разведку предполагалось провести боем. Для выполнения задачи разведывательному батальону поручалось занять высоты над Дуба-Юртом для обеспечения свободного подхода мотострелков. План последующих действий был довольно прост: использовать полученные данные, вытеснить боевиков в долину, после чего уничтожить на открытой местности. По плану впереди должны были двигаться отряды спецназа, за ними разведгруппы, которые периодически обязаны были останавливаться и ожидать пехоту. Продвижение сводных групп предполагалось поддерживать авиацией и артиллерией. Недалеко сосредоточили 160-й танковый полк полковника Ю. Буданова.
В ночь на 29 декабря группа спецназовцев поднялись на высоты и без боя заняли оборудованные там позиции боевиков. Те, как обычно, уходили ночевать на базы, расположенные в горах. Когда утром сюда вернулся дозор противника, он попал под огонь разведчиков. В ответ боевики открыли по спецназовцам шквальный огонь из стрелкового оружия и миномётов. Разведгруппе Соловьёва «Ромашка», численностью в 27 человек на 2-х БМП, пришлось выступить на помощь спецназовцам. Только по истечении шести часов боя разведчикам удалось пробиться на высоту. Боевики, забрав убитых и раненых, отступили. Российские бойцы, по приказу командующего операцией подполковника Митрошкина, также вернулись на исходные позиции. За время боя 29 декабря спецназовцы потеряли 1 человека убитым и 3 ранеными. Разведчики потеряли 2 человека ранеными.

## Бой 30 декабря
30 декабря начальником разведки группировки «Запад» были уточнены задачи подготовленным сводным штурмовым отрядам. В середине дня все три сводные группы выступили — операция началась. В 12.30 практически одновременно, каждый по своим маршрутам, начали выдвижение сводные отряды «Арал» и « Байкул». Группа «Тарас» вышла последней. За штурмовыми отрядами выдвинулись подразделения мотострелков. Уже на этом этапе к командирам постепенно пришло понимание того, что боевики прослушивают радиосвязь и хорошо осведомлены о плане штурма. На местах, определённых на карте, наступающих ожидали засады. Второй сводный отряд, в состав которого входили «Байкул» и «Сова», в это время оказался под ожесточённым огнём из миномётов и зенитной установки. Куда бы ни выходили разведгруппы, их ждали боевики, встречая шквальным огнём.
Тем временем группы «Арал» с «Ромашкой» благополучно добрались до высоты, откуда накануне эвакуировали спецназовцев. В овраге обнаружили схроны с убитыми боевиками, прикрытые наскоро свежими листьями. К ночи боевики прекратили огонь — вероятно, получили приказ стягиваться ко входу в «Волчьи ворота» — в село Дуба-Юрт. «Байкул», находившийся впереди на некотором расстоянии от группы «Сова», обнаружил передвижение нескольких групп боевиков в сторону селения Дуба-Юрт. В темноте к Дуба-Юрту вереницей стекались светящиеся точки.

## Бой 31 декабря
В 4 часа утра 31 декабря в штаб группировки пришла информация, что отряд «Тарас» ст. лейтенанта Тарасова, который действовал в непосредственной близости от селения Дуба-Юрт, блокирован боевиками и ведет бой. Командование ставит задачу резерву 84-го развед.батальона — разведгруппе старшего лейтенанта Шлыкова (позывной «Нара») выдвинуться на южную окраину Дуба-Юрта и занять оборону у отметки 420.1 с целью не допустить прорыва боевиков. На самом деле группа «Тарас» ни в какую засаду не попадала: она просто не вышла в указанный район, запутавшись в поисках высот. 
«Нара» под командованием  командира 2-й разведывательной роты по воспитательной работе старшего лейтенанта Владимира Шлыкова на 2 БМП-2 в количестве 23 человек в 5.45 утра начала выдвигаться из исходного района в направлении Дуба-Юрта. Селение накрыл густой туман, видимость была практически нулевая.
БМП двигались практически в сплошной темноте и густом тумане. Фары для маскировки были выключены. При въезде в село — приказ остановиться. Командир группы, связавшись с командованием операции, попросил подтверждение его действий в условиях ограниченной видимости района. Ждали минут двадцать. Затем снова команда: «Вперед!»
Пропустив колонну на 400 метров вглубь села, боевики одновременно открыли огонь по разведчикам из всего, что у них было.
Первый выстрел из гранатомёта попал в головную БМП-2, в которой находился старший лейтенант Шлыков. Рядовой Сергей Воронин, который был рядом с командиром, получил смертельное ранение в живот. Под перекрёстным огнём разведчики спешились, заняв круговую оборону. Определить конкретные места расположения боевиков не представлялось возможным.

Рассказывает Юрий Бабарин, в 1999 году рядовой, старший разведчик 84-го ОРБ :
«Такое было ощущение, что горы ожили, то есть со всех сторон стрельба началась, пальба. Били со всех видов вооружения, с какого только можно придумать. Пулеметы, гранатометы. Мы практически часа два просто лежали, не могли поднять головы. Расчет у них был, наверное, такой, что пока темнота, они одну „бэху“ (БМП) подобьют, вторую…Готовились они основательно. Там, наверное, квадратного метра не было пустого, потому что там или мина, или снаряд от гранатомета. Там килограммов 10 свинца точно было на каждый квадратный метр.»
Артиллерия не могла обеспечить качественного прикрытия ввиду плохой видимости. В селении российская колонна расстреливалась из гранатомётов, солдаты выбивались снайперами.  На помощь Шлыкову выступила «Акула», но вторая колонна была немедленно обстреляна при входе в селение. Разведчики рассредоточились и стали отстреливаться. Когда была подбита одна из БМП группы «Нара», её командир сержант Ряховский приказал наводчику уходить через десантное отделение, а сам открыл огонь по окружавшим его боевикам. На снятых самими боевиками кадрах видно, что к горящей машине никто не решается подойти, боевики держатся поближе к укрытию. После нескольких прямых попаданий в БМП взорвался боекомплект. Ряховский сгорел заживо, до последнего прикрывая товарищей. Механик-водитель этой же машины рядовой Николай Адамов был сражён пулей снайпера.

Рядовой Михаил Курочкин, гранатомётчик группы «Нара»:
«Снайперы по нам работали. Огонь шёл со всех сторон. Видели, как боевики с гор спускались в село. Стреляли по нам и из домов этого села. Огонь был такой плотный, что разлетелись от попаданий пуль провода над дорогой. Вторая наша „бэха“ ещё не горела, её пулеметчик вёл огонь. Гранатометчик „духов“ подполз к ней поближе — первый выстрел срикошетил, взорвался за домами. Второй попал в башню БМП. Там погибает сержант Сергей Яскевич, ему оторвало правую ногу. Он до последних секунд жизни просил помощи по рации, так и умер с наушниками на голове. Вокруг этой БМП лежали наши погибшие и раненые.»
В это время в расположении 84-го разведбата было принято решение вытащить группу «Нара» из Дуба-Юрта. На помощь погибающим сослуживцам выдвинулись остатки разведбата: связисты, повара, больные и раненые — человек 30-40, вооружённые автоматами для ближнего боя АК-74У.
В это время в трёх километрах от Дуба-Юрта стоял 160-й танковый полк полковника Юрия Буданова. Как позже вспоминал подполковник танкового полка Олег Метельский: «Нашему полку был дан приказ — огня по Дуба-Юрту не открывать, так как это мирное село». Майор 84-го разведбата Сергей Поляков отправился туда просить тягач, чтобы эвакуировать подбитые в селе БМП. Зажатым в кольце боевиков группам оказал поддержку комбат 160-го танкового полка Владимир Паков. С молчаливого согласия полковника Буданова, Паковым были направлены к месту сражения 2 танка Т-62 с экипажами из офицеров. К вечеру к ним присоединился и третий танк. По мнению командира разведгруппы «Ромашка» Соловьёва, без поддержки танков из кольца бойцы выйти бы не смогли. По-видимому, боевики не ожидали в селе танков, поэтому их появление вызвало замешательство и переломило ход сражения. Танки открыли огонь по позициям боевиков в селе, и под их прикрытием группе «Акула» на БМП удалось пробиться к окружённой группе «Нара» и начать эвакуацию раненых. Крайнюю машину группы «Акула» боевики зажали грузовиками БелАЗ, намереваясь отрезать пути отхода. Механик-водитель рядовой Эльдар Курбаналиев и младший сержант Михаил Сергеев, погибли. Уцелевшие БМП выпустили несколько дымовых гранат в сторону села. Под прикрытием дымов остатки разведчиков с ранеными смогли выйти из огневого мешка. Шесть часов ожесточённого боя практически уничтожили центр деревни. Подбитую технику и нескольких убитых бойцов эвакуировать не удалось
Недалеко от села, в открытом поле на скорую руку развернули медпункт. Раненых выгружали прямо в грязь. Врачи здесь же оказывали им первую медицинскую помощь и отправляли в лазарет.
Почти одновременно с расстрелом колонны в Дуба-Юрте находившихся в горах разведчиков и спецназовцев начинают интенсивно обстреливать боевики. После ночного перерыва возобновила огонь их зенитная установка. Пришлось вызывать авиацию и запрашивать огонь артиллерийского дивизиона, который стоял в Старых Атагах. Штурмовики из-за плотного огня боевиков и плохой видимости не смогли качественно отработать цели. Артиллерия федеральных войск частично подавила огневые точки противника, но заградительного огня не создала и вскоре перестала действовать.

## Последствия боя
Потери разведывательного батальона составили 10 человек убитыми, 29 тяжелоранеными и 12 человек легкоранеными, которые отказались убыть в госпиталь. Невосполнимые потери бронетехники составили: БМП-2 — 2 единицы. Через несколько месяцев в госпитале скончался ещё один участник боя в Дуба-Юрте из группы «Нара».

На следующий день, 1 января, боевики всё ещё продолжали удерживать с. Дуба-Юрт. Через несколько дней состоялся обмен погибшими. Рядовой Михаил Курочкин, принимал участие в бою в составе группы «Нара»:
«Прошло три дня. Спецназ привез трупы боевиков на обмен. Меня послали опознать убитых. Я хорошо знал Сережку Воронина. Незадолго до этой операции мы с ним делали наколки на руках. Лежат убитые: контрактникам „духи“ головы отрезали, а срочникам — уши. У Сережки лицо вытянулось, весь в грязи, ушей нет — отрезали. Лицо не узнать, так обезображен. Сначала узнал его по кофте. Говорю: „ Режьте кофту на левой руке. Если наколка — он“. Разрезали… Это Сережка Воронин. Меня всего трясло, колбасило, так страшно было…»
Через несколько недель после расстрела второй роты разведбата в Дуба-Юрте спецназовцы уничтожили в горах Аргунского ущелья отряд боевиков. Среди трофеев была и запись боя, снятая боевиками. В кадрах, которые снимали примерно с трёхсот метров над селением, эпизоды боя в Дуба-Юрте 31 декабря 1999 года и утро 1 января 2000 года, когда бандиты рассматривают остатки сожжённой техники и трупы российских солдат. На видеосъёмке, сделанной боевиками, видно, как выглядело место побоища: сожжённые машины, тела погибших бойцов, которых товарищи не смогли вытащить с поля боя.
В ходе штурма проявилось мужество российских рядовых и офицеров, но операция оказалась заведомо неудачной. Отряды вступили в бой с противником, превосходящим по численности, вооружению и техническому оснащению. Косность руководства в принятии решений также сыграла печальную роль. В некоторых случаях помощь гибнущим под обстрелом группам не оказывалась из страха быть наказанными за самовольные действия, приказы отдавались несвоевременно.

## Подозрения в предательстве командования
После разгрома группы «Нара» 84-го разведбата, среди бойцов появилось стойкое убеждение, что их предало командование. Командир группы «Ромашка» А. Соловьёв в своём интервью признаётся, что уже на стадии подготовки операции, он сталкивался с малообъяснимым поведением командования, а именно подполковника Митрошкина. Ему до сегодняшнего дня не понятно, почему на рекогносцировку командиров вывезли в сам Дуба-Юрт, ведь действия планировалось проводить на высотах. Отдельные обрывки фраз, переданные майором, наталкивают на мысль о предательстве в кругах командования.

Рассказывает старший лейтенант Александр Соловьёв: 
«Пока мы на окраине села рассматривали хребты и сопки, подполковник Митрошкин взял несколько магазинов к пистолету, пару гранат, сигнальные ракеты и одного из нас — старшего лейтенанта Тарасова. Нам подполковник сказал: „Поеду в комендатуру Дуба-Юрта, узнаю обстановку в селе. Если увидите красную ракету — спасайте меня“. У Митрошкина в тот момент было все: карта, номера радиочастот, на которых мы потом работали, наши позывные, схема связи с артиллерией и авиацией. Уезжал подполковник в Дуба-Юрт по той же схеме, что и генерал Вербицкий, пересаживаясь в чеченский джип. Когда минут через 40 подполковник и старший лейтенант вернулись, Митрошкин сказал нам: „Быстрей уезжаем отсюда!“ С Тарасова пот лил градом. Мы его спрашиваем: „Ты что так вспотел?..“ Он ответил: „В этой деревне все вооружены до зубов и одеты в натовскую форму“. — „Вы хоть коменданта нашли?..“ — „Какой там комендант может быть?!“ Потом, когда все наши разошлись, я задержался и слышал, как Митрошкин сказал Тарасову: „Старший лейтенант Тарасов, я тебе уточню задание“. Невольно я услышал это уточнение: „С тобою сегодня ночью будут работать чеченские разведчики“. Помню, я был очень удивлен: какие у чеченцев могут быть разведчики???» Чуть позже командование выстроило разведчиков у подножия гор — так, что все три разведотряда, которым предстояло выполнять секретное задание, отлично просматривались засевшими в горах боевиками. Даже посчитать наших разведчиков можно было по головам… В этот же день на сопках Аргунского ущелья они все попали в засады. А на следующий день — новый приказ: «Вперед, туда же!». 
Другой участник Владимир Паков утверждает, что и командира группировки «Запад» и самого подполковника Мирошкина и других командиров он знает хорошо и в их предательство не верит. По его мнению, боевики, имея в своём распоряжении более совершенные приборы связи, настроились на частоту, что подтверждается фактами радиоигры в ходе штурма.
Однако после кровопролитного боя, командование разведывательного батальона ожидало новое «сражение» — сражение со следователями особого отдела. Только Александра Соловьёва вызывали на допрос около одиннадцати раз, причём, по его словам, оказывали сильнейшее психологическое давление. Выяснилось, что никаких официальных приказов о разведывательной операции 29-31 декабря 1999 года не существовало, вину за гибель людей и провал штурма попытались возложить на непосредственных командиров. Особенно интересовались кандидатурой Пакова, самовольно использовавшего танки и оказавшего решающее влияние на исход боя.

Вспоминает сержант Олег Кучинский:
«Совсем скоро в палатку зашли офицеры из командования группировки и особого отдела. Искали стрелочников. …Они выслушали нас минут тридцать и поняли, что нужно быстренько уходить отсюда, иначе будет беда в этой палатке. Понимали, что нужно сдержать тех ребят, чтоб они сейчас горячки не натворили. Иначе будет беда. Если они пойдут в штаб и им кто-то что-то не так скажет, — а у всех же автоматы, пулеметы… Они как станут перед этим командным пунктом — а до командного пункта полтора километра только идти… Они разнесут там все. Ну и все чувствовали, каждый чувствовал, что это было предательство».
Вопрос об осведомлённости боевиков о всех действиях российских групп был поставлен уже в первые дни боя, была выявлена даже причина такой информированности — доступность радиочастоты. Однако решения проблемы так и не последовало. В попытках обвинить в смерти бойцов непосредственных командиров также особенно виден страх высшего руководства за собственное благополучие. На фоне всего произошедшего не удивительно, что большинство участников боевых действий до сегодняшнего дня считают трагедию, разыгравшуюся в Аргунском ущелье, предательством.